# Rheinländer (Schriftmaß)
Non Plus Ultra (2 Punkt)
Microscopique (2,5 Punkt)
Brilliant (3 Punkt)
Diamant (4 Punkt)
Perl (5 Punkt)
Nonpareille (6 Punkt)
Insertio (6,5 Punkt)
Kolonel (7 Punkt)
Petit (8 Punkt)
Borgis (9 Punkt)
Korpus (10 Punkt)
Rheinländer (11 Punkt)
Cicero (12 Punkt)
Mittel (14 Punkt)
Tertia (16 Punkt)
Paragon (18 Punkt)
Text (20 Punkt)
Kanon (36 Punkt)
Konkordanz (48 Punkt)
Sabon (60 Punkt)
Die Rheinländer oder Brevier ist ein mittlerer Schriftgrad im Bleisatz mit einer Kegelhöhe von elf Didot-Punkten, das entspricht 4,136 mm. Die Entsprechung in elf DTP-Punkten misst 3,881 mm.
Der Name Rheinländer leitet sich von der früheren Benennung Maintzer ab, der anzeigt, dass diese Schrifthöhe dem Rheinland zugerechnet wurde. Sie hieß auch Descendiain, dieser Name steht im Niederländischen heute für eine Zehn-Punkt-Schrift.
Brevier oder, wie in einem Schriftenverzeichnis von 1693, Previer leitet sich wahrscheinlich davon ab, dass man zuerst ein Brevier (Gebetbuch für katholische Geistliche) damit druckte.
Diese Schriftgröße war in Deutschland bereits Ende des 19. Jahrhunderts verschwunden, man traf sie aber in fast allen anderen europäischen Ländern an.
Schriftmaße haben in vielen europäischen Ländern andere Namen oder gleiche Namen bezeichnen unterschiedliche Kegelhöhen. Schriften dieser Größe heißen in Frankreich Cicéro, in Holland Mediaan, in England Small Pica, in Spanien Lectura chica und in Italien Filisofia.